# Schule an der Brinkmannstraße
Die Schule an der Brinkmannstraße befindet sich in Bremen, Stadtteil Hemelingen, Ortsteil Hemelingen an der Brinkmannstraße 40 und Hemelinger Heerstraße. Das Gebäude entstand 1909 nach Plänen von Reinhard Ahlemann und wurde 1931 umgebaut nach einem Entwurf von Otto Conrad Friedrich Bräutigam. 
Das Gebäude steht seit 1995 unter Bremer Denkmalschutz.

## Geschichte
1876 wurde die erste evangelische Schule an der Glockenstrasse gebaut und 1889 vergrößert für rund 660 Schüler in 11 Klassen. Die selbstständige Gemeinde Hemelingen wuchs von 2275 bis 1905 auf 7214 Einwohner und benötigte eine weitere Schule.
Die zweigeschossige II. Evangelischen Volksschule von 1909 mit einem Mansarddach, dem Dachreiter und mehreren Risalite in einer neobarocken Fassade, gelegen zwischen Brinkmannstraße, Hemelinger Heerstraße, Bösestraße sowie Rüschstraße, hatte sieben Klassen für 400 Schüler.
Der viergeschossige Um- und Ausbau der nun städtischen Schule mit einer neuen, weißen Fassade, dem Uhrentürmchen (nicht erhalten) und einem Flachdach im Bauhausstil der 1920er Jahre nach Plänen von Bräutigam stammt von 1931. 1942 wurde das Gebäude durch Bomben schwer beschädigt und 1943 wieder hergerichtet jedoch bis 1945 durch die Wehrmacht belegt. Ein Teil der Schüler war auf der Kinderlandverschickung.
Ab September/Oktober 1945 fand für die Schüler der Grundschule und der Oberstufe der Unterricht wieder statt. Ein Abriss des Gebäudes scheiterte 1995 am Protest der Bürger. 1997/98 wurde das Haus saniert. Seit 2011/12 findet inklusiver Unterricht statt. 
2018 hatte die ein- bis zweizügige Grundschule 115 Schülerinnen und Schüler sowie 41 Beschäftigte, wovon 18 als Lehrkräfte tätig sind. Die Schule ist u. a. Partnerschule von Werder Bremen, dem Bürgerhaus Hemelingen und dem Universum Bremen.
Die sechsteilige Stadtansicht Bremen als Holzschnittafelmalerei im Treppenhaus (erhalten ?) schuf der Maler Theodor Schultz-Walbaum.